# Дні в коледжі (фільм, 1926)
«Дні в коледжі» (англ. College Days) — американська кінокомедія, мелодрама Річарда Торпа 1926 року з Марселін Дей в головній ролі.

## У ролях
- Марселін Дей — Мері Ворд
- Чарльз Делані — Джим Гордон
- Джеймс Гаррісон — Ларрі Пауелл
- Дуан Томпсон — Філліс
- Брукс Бенедикт — Кеннет Слейд
- Кетлін Кі — Луїза
- Една Мерфі — Бессі
- Роберт Гоманс — містер Гордон
- Кроуфорд Кент — Кент
- Чарльз Веллеслі — Брайсон
- Гібсон Гоуланд — Картер
- Лоуфорд Девідсон — професор Мейнард
- Пет Гермон — тренер
- Вільям А. Керролл — Дін